# Metro w Hefei
Metro w Hefei – system metra w Hefei, otwarty w 2016 roku. Na koniec 2019 roku 3 linie metra miały łączną długość około 89 km, dziennie zaś korzystało z nich średnio 0,49 mln pasażerów.

## Historia

### Początki
Budowę odcinka testowego rozpoczęto w sierpniu 2009 roku, zaś główne prace nad budową pierwszej linii metra zaczęły się w maju 2012 roku. Uroczyste otwarcie linii metra nr 1 odbyło się 26 grudnia 2016 roku. Trasa nowej linii o długości 24,6 km prowadzi z północy na południe, nad jezioro Chao o powierzchni 760 km². Linia nr 1 swoją trasą objęła dworzec główny oraz nowo wybudowany dworzec południowy, obsługujące koleje dużych prędkości. Pod koniec grudnia 2017 roku oddano do użytku linię nr 2, o długości 27,76 km.

### Dalszy rozwój
22 grudnia 2019 roku uruchomiono linię metra nr 3. W trakcie budowy są nowe linie nr 4 i 5, o łącznej długości około 80 km, oraz wydłużenie linii nr 1, ponadto w fazie projektowania są wydłużenia linii nr 2, 3 i 4 oraz nowe linie nr 6, 7 i 8.

## Linie
W lutym 2020 roku metro w Hefei liczyło 3 linie, ponadto trwały prace nad budową kolejnych nowych linii oznaczonych numerami 4 i 5.

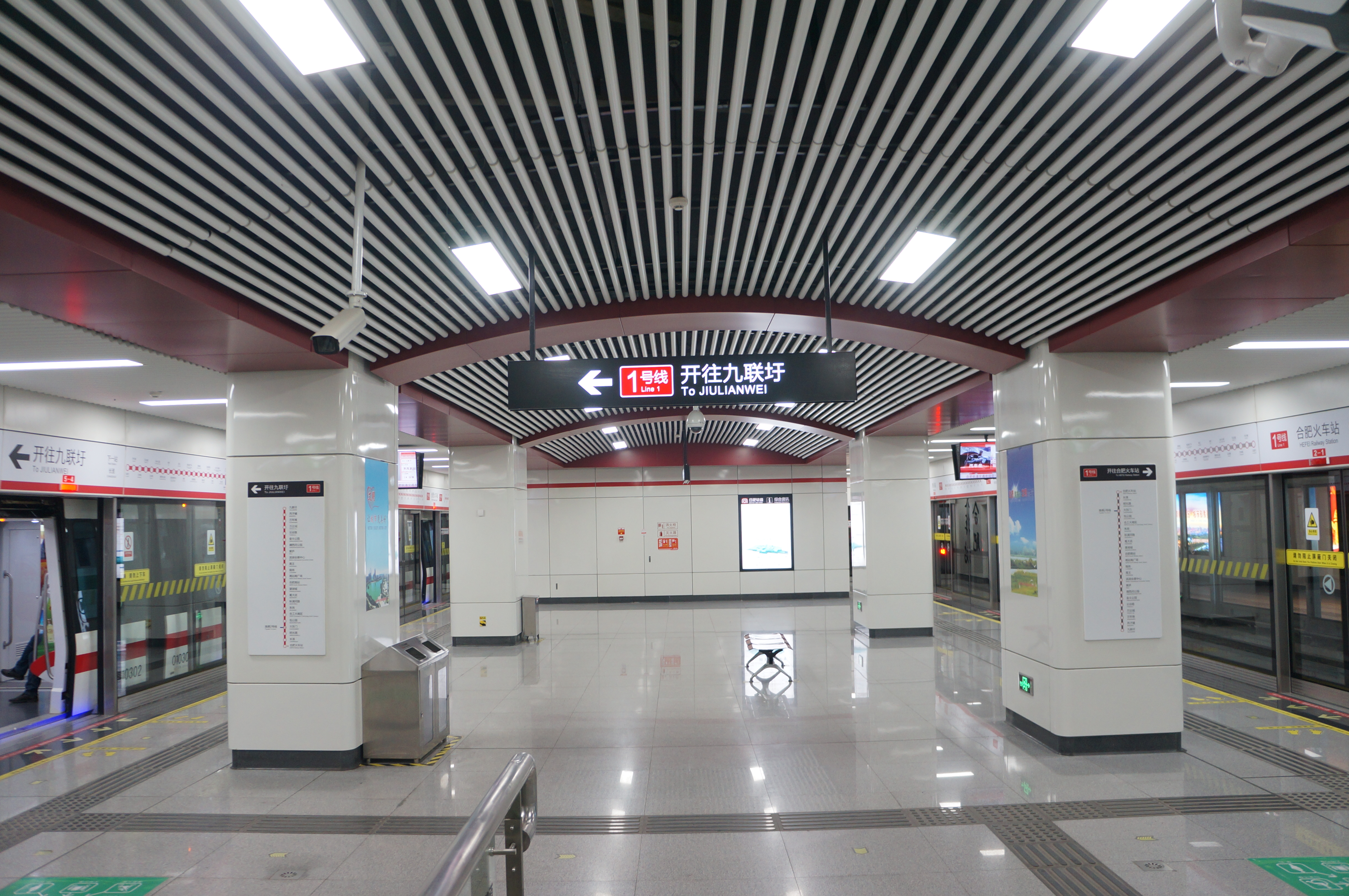
Stacja Hefei Railway Station

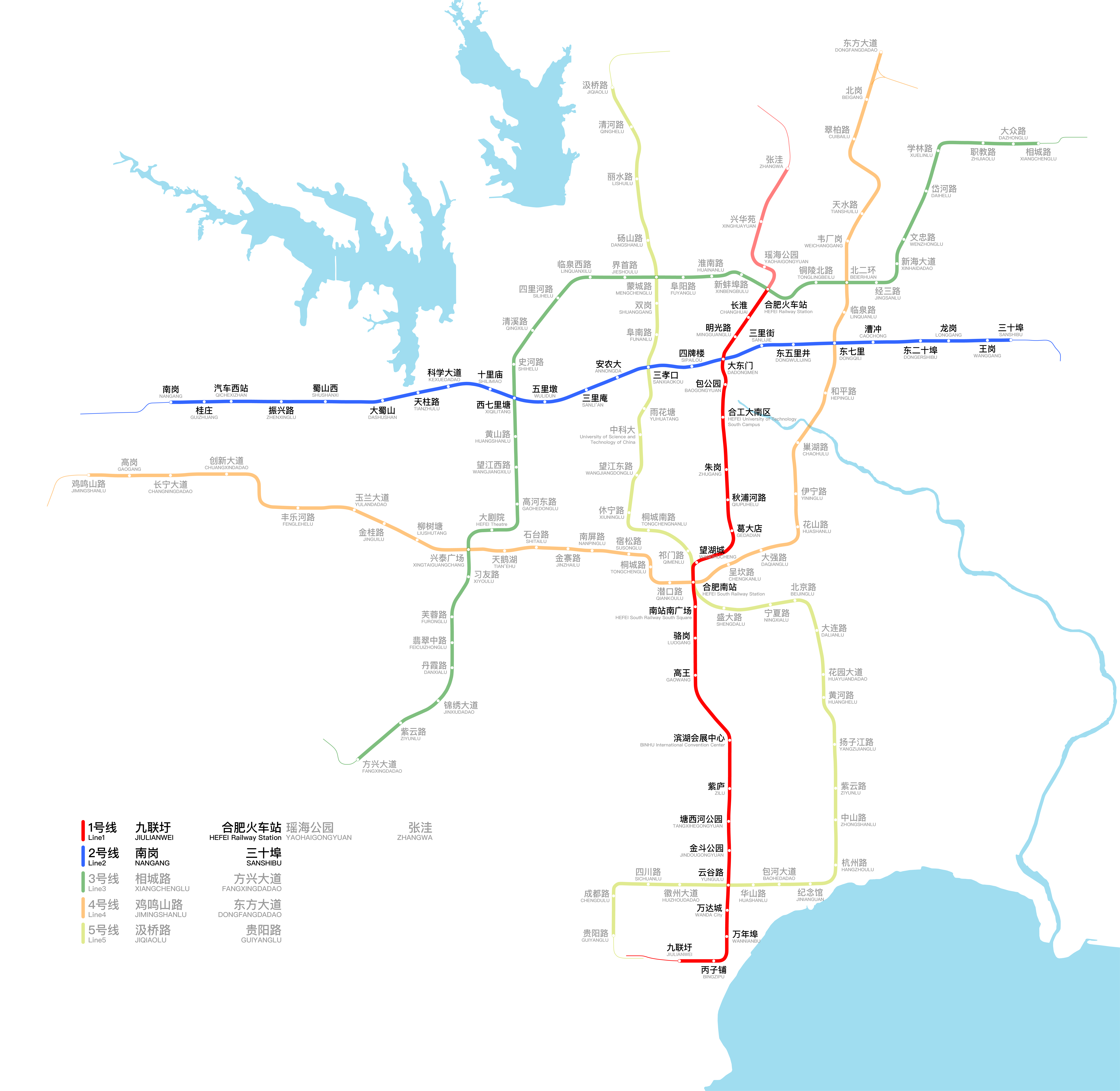
Mapa metra w Hefei (linia 3 otwarta pod koniec 2019 roku, linia 4 i 5 w budowie)

| Linia | Stacje końcowe (dzielnice) | Stacje końcowe (dzielnice) | Data otwarcia | Ostatnia rozbudowa | Długość km | Stacje | Możliwości przesiadki |
| ----- | -------------------------- | -------------------------- | ------------- | ------------------ | ---------- | ------ | --------------------- |
| 1     | Hefei Railway Station      | Jiulianwei                 | 2016          | -                  | 25         | 23     | 2 3                   |
| 2     | Nangang                    | Sanshibu                   | 2017          | -                  | 28         | 24     | 1 3                   |
| 3     | Xingfuba                   | Xiangchenglu               | 2019          | –                  | 37         | 33     | 1 2                   |
| Razem | Razem                      | Razem                      | Razem         | Razem              | 89         | 80     |                       |